# غرايم راماج
غرايم راماج (بالإنجليزية: Graeme Ramage)‏ هو مدرب كرة قدم ولاعب كرة قدم بريطاني في مركز الوسط، ولد في 28 أغسطس 1992 في Alexandria, West Dunbartonshire ‏ في المملكة المتحدة. لعب مع نادي دمبرتون ونادي سانت ميرين ونادي ستيرلينغشير الشرقية.